# Ултева (Теннессі)
Ултева (англ. Ooltewah) — переписна місцевість (CDP) в США, в окрузі Гамільтон штату Теннессі. Населення — 684 особи (2020).

## Географія
Ултева розташована за координатами 35°4′22″ пн. ш. 85°3′2″ зх. д. / 35.07278° пн. ш. 85.05056° зх. д. (35.072877, -85.050591).  За даними Бюро перепису населення США в 2010 році переписна місцевість мала площу 2,38 км², уся площа — суходіл. В 2017 році площа становила 1,55 км², уся площа — суходіл.

## Демографія
Згідно з переписом 2010 року, у переписній місцевості мешкало 687 осіб у 313 домогосподарствах у складі 194 родин. Густота населення становила 288 осіб/км².  Було 346 помешкань (145/км²).
Расовий склад населення:
| - 90,1 % — білих - 3,2 % — чорних або афроамериканців - 1,3 % — азіатів - 3,8 % — осіб інших рас |

До двох чи більше рас належало 1,6 %. Частка іспаномовних становила 8,9 % від усіх жителів.
За віковим діапазоном населення розподілялося таким чином: 18,6 % — особи молодші 18 років, 60,4 % — особи у віці 18—64 років, 21,0 % — особи у віці 65 років та старші. Медіана віку мешканця становила 43,8 року. На 100 осіб жіночої статі у переписній місцевості припадало 84,7 чоловіків;  на 100 жінок у віці від 18 років та старших — 86,3 чоловіків також старших 18 років.
Середній дохід на одне домашнє господарство  становив 37 966 доларів США (медіана — 31 513), а середній дохід на одну сім'ю — 63 827 доларів (медіана — 85 074). За межею бідності перебувало 26,6 % осіб, у тому числі 46,7 % дітей у віці до 18 років та 0,0 % осіб у віці 65 років та старших.
Цивільне працевлаштоване населення становило 125 осіб. Основні галузі зайнятості: освіта, охорона здоров'я та соціальна допомога — 28,0 %, науковці, спеціалісти, менеджери — 12,0 %, будівництво — 10,4 %, роздрібна торгівля — 9,6 %.